# 殺人に関する短いフィルム
『殺人に関する短いフィルム』（ポーランド語: Krótki film o zabijaniu、英語: A Short Film About Killing）は、1988年制作のポーランド映画。
十戒をモチーフとした、クシシュトフ・キェシロフスキ監督のテレビシリーズ『デカローグ』の第5話を長編映画として再構成した作品。本作の主題となった戒律は『汝、殺すなかれ』。
ポーランドのワルシャワを舞台にした犯罪映画で、個人の無分別で暴力的な殺人と、国家による冷酷で計算された処刑を対比している。
スワヴォミール・イジャックによる画面全体に陰影をともなった特徴的な撮影技法が採用されており、第51回カンヌ国際映画祭審査員賞、第1回ヨーロッパ映画賞作品賞を受賞するなど、非常に高く評価されている。西ヨーロッパで認知された最初のキェシロフスキ作品となった。

## ストーリー
ワルシャワのタクシー運転手ヴァルデマル・レコフスキ（ヤン・テサシュ）は、粗野で太った中年男性で、若い女性をじろじろ見るのが好きだった。一方、ヤツェク・ワザル（ミロスワフ・バカ）は、田舎からワルシャワに出てきたばかりの19歳の浮浪者で、街を当てもなくさまよいながら、他人に不幸をもたらすことに快感を覚えているかのような行動をとる。たとえば、公衆トイレで言い寄ってきた男を便器に突き落としたり、高架から車に石を落として事故を引き起こしたり、老婦人が餌を与えていた鳩を追い払って困らせたりする。理想に燃える若き弁護士ピョートル・バリツキ（クシシュトフ・グロビシュ）は司法試験に合格したばかりで、妻と今後の人生についてカフェで語り合っている。同じカフェで、ヤツェクは鞄の中からロープと鉄棒を取り出し手にしていたが、窓越しに遊ぶ少女たちを見つけると、道具をしまって彼女たちとの無邪気なやり取りを始める。物語が進むにつれ、ヤツェクは幼い妹を事故で亡くした深いトラウマを抱えていたことが明かされる。
やがて街でヴァルデマルのタクシーにヤツェクが乗車する。ヤツェクは人里離れた郊外まで遠回りするよう指示し、到着後、彼をロープで絞殺し、鉄棒で何度も殴打した末、大きな石で頭を潰して殺害する。
その後ヤツェクは逮捕され、刑務所でピョートルと面会する。ピョートルにとってはこれが弁護士としての初仕事であり、証拠も揃っている中で彼の弁護は極めて困難だった。最終的にヤツェクは死刑判決を受ける。ピョートルは裁判後、判事に「もっと命を救うことができたのでは」と問いかけるが、「君の死刑反対の弁論は何年ぶりかで最も優れていた」と返されつつ、判決自体の正当性を認められる。
死刑当日、執行人が到着し、準備が始まる。ピョートルも刑務所に立ち会っており、彼が父親になったことを職員から祝福される。処刑前、ヤツェクはピョートルに、妹が友人の運転する酒酔いのトラクターに轢かれて死んだこと、それが自身の人生を狂わせたことを明かす。そして、自分の母のために確保されていた家族の墓の最後の一枠に、妹と父の隣に埋めてほしいと頼む。ピョートルが刑務官から話を終えるよう促されるが「まだだ」と抵抗し、ヤツェクは妹の初聖体の写真を母に渡してほしいと頼む。２人は「もし妹が死んでいなければ、こんなことにはならなかった」と語り合う。
ヤツェクは房から処刑室へ護送され、刑の確認と恩赦の却下が読み上げられ、最後の祈りとタバコを与えられる。フィルターなしを求めると、処刑人が自分のタバコを火をつけてヤツェクに渡す。彼は数口吸った後、取り上げられる。処刑直前、ヤツェクは叫びながら一瞬抵抗するが拘束され、絞首刑に処される。ピョートルはその後、車で郊外へ向かい、誰もいない野原で声を上げて泣き崩れる。

## テレビ版
55分のテレビ版『デカローグ V』は、1989年と1990年の変わり目に『デカローグ』シリーズの一部として放送された。テレビ版は多くの点で映画版とは異なっている。まず、いくつかのシーンの順序が異なり、テレビ版はナレーションをより多く使用している。映画版は動物（コガネムシ、ネズミ、猫）の死の描写で始まるが、テレビ版はピョートルが画面の外で死刑に反対する声で始まる。また、映画版のジャックの殺害シーンはテレビ版よりも生々しく描かれている。さらに、テレビ版においては殺人シーンから判決が下される瞬間に突然カットされ、ヤツェクが逮捕された経緯や経緯は一切説明されないが、映画版には間に5つのシーンがある。結末部は映画版では弁護士ピョートルが街の郊外で泣き崩れるが、テレビ版では同じ場面で5人が怒りに震えながら何度も「大嫌いだ！」と叫ぶシーンで終わる。

## キャスト
| 役名                             | 俳優                         |
| -------------------------------- | ---------------------------- |
| ヤツェク・ワザル                 | ミロスワフ・バカ             |
| ピョートル・バリツキ（弁護士）   | クシシュトフ・グロビシュ     |
| ヤン・テサルツ（タクシー運転手） | ヤン・テサシ                 |
| アレクサンダー・ベドナルツ       | アレクサンダー・ベドナルツ   |
| ドロタ                           | クリスティナ・ヤンダ         |
| 死刑執行人                       | バーバラ・ジェカン           |
| 弁護士協会長                     | ズビグニフ・ザパシェヴィッチ |
| 判事                             | ズジスワフ・トビアス         |
| 若者                             | アルトゥール・バルチシュ     |
| 検察官                           | マチェイ・マチェイェフスキ   |

## スタイル
この映画は、共産主義時代末期のポーランドの荒涼とした風景をカラーフィルターの強烈な使用によって生々しく魅力のない映像として表現している。完成した映像はセピア調や銀残しのような効果を生み出しており、カラー映画であるものの、グレーの箇所と組み合わせることで、モノクロのような効果を生み出している。
キェシロフスキは、この意図的な「美しさを排した映像美」はカラーフィルターの使用を得意とする本作の撮影監督スワヴォミール・イジャックの功績だと語っており、「世界はますます醜くなっていると感じる。だから私はこの世界を“汚したかった”。必要のないものを隠すために、奇妙な効果を生む緑のフィルターを使った」と述べている。キェシロフスキが脚本を最初に見せたとき、イジャックは「こんなもの読めない、気分が悪くなる」と言い放ち、最終的には「緑一色にして、手持ちのフィルターを全部使って映像を暗くするなら撮る」と条件を出しました。キェシロフスキは納得しなかったものの、「お前が“緑のクソ”を撮りたいなら勝手にしろ」と折れたと言う。イジャックはその結果について「それがあのグラフィック・コンセプトになった。『カイエ・デュ・シネマ』は、カンヌ映画祭で最も独創的な撮影だと書いた」と振り返った。加えて、イジャックは手持ちカメラも多用し、主人公の日常を追う映像に生々しいリアリティを加えました。

## 背景
『殺人に関する短いフィルム』が公開された1988年は、ちょうどポーランドで死刑の執行が一時停止された年であった。この年に執行されたのはわずか1件で、前年の1987年には6人の死刑囚が絞首刑に処されていた。劇中における処刑方法や手続きの描写はほぼ正確であるものの、実際には死刑囚に執行日が事前に知らされることはなく、ある日突然処刑室へ連れて行かれるという形であった。共産主義体制初期の弾圧期を過ぎると死刑は稀なものとなり、対象はすべて殺人犯だった。1969年以降に絞首刑となった183人はいずれも男性で、女性は一人もいなかった。
参考：「ポーランドにおける死刑」

## 評価
本作は評論家から絶賛されており、映画批評集積サイトRotten Tomatoesでは23件のレビューに基づき91%の支持率となっている。
ポーランドでの初公開は、ポーランドで死刑制度をめぐる激しい議論が巻き起こった時期と重なった。映画の物語は政治的な出来事を直接扱っていないものの、政治的なメッセージとして満場一致で解釈されている。ポーランドの観客は、個人による殺人と国家による殺人を暗示する点を好まなかった。こうした論争にもかかわらず、批評家の大多数はキェシロフスキ監督の映画を高く評価し、数々の賞にノミネート・受賞を果たした。この映画はフランスの映画雑誌「カイエ・デュ・シネマ」の1988年のトップ10で1位にランクインした。「タイムアウト」のブライアン・ケースは、タクシー運転手の殺人シーンは「 [アルフレッド]ヒッチコックの『引き裂かれたカーテン』（1966年）の有名な殺人シーンよりも長い」と指摘し、暴力描写と処刑描写の双方がおぞましく描写されていると評した。
映画評論家のデレク・マルコムは、2001年の「トップ100映画」でこの映画を56位とした。サイト＆サウンド誌は10年ごとに映画監督を対象に、史上最高の映画10本を選ぶ投票を実施している。2012年には、サイラス・フリッシュ監督が『殺人についての短いフィルム』に投票した。フリッシュ監督は「ポーランドでは、この映画は死刑廃止の大きなきっかけとなった」と述べている。本作は、「マーティン・スコセッシ・プレゼンツ：ポーランド映画の傑作」展でデジタル修復された21本のポーランドの古典映画の一つである。

## 受賞
| 賞               | 部門             | 対象                         | 結果 | 出典   |
| ---------------- | ---------------- | ---------------------------- | ---- | ------ |
| カンヌ映画祭     | 審査員賞         | クシシュトフ・キェシロフスキ | 受賞 | [ 11 ] |
| カンヌ映画祭     | 批評家連盟賞     | クシシュトフ・キェシロフスキ | 受賞 | [ 11 ] |
| ヨーロッパ映画賞 | 作品賞           | Ryszard Chutkowski           | 受賞 | [ 11 ] |
| ポ－ランド映画祭 | 金獅子賞         | クシシュトフ・キェシロフスキ | 受賞 | [ 11 ] |
| ボディル賞       | ヨーロッパ映画賞 | クシシュトフ・キェシロフスキ | 受賞 | [ 11 ] |
| ロバート賞       | 外国語映画賞     | クシシュトフ・キェシロフスキ | 受賞 | [ 11 ] |